# Židovský hřbitov v Hartmanicích
Židovský hřbitov v Hartmanicích, založený v poslední třetině 19. století, je situován na katastru obce Kundratice, na kraji lesa po pravé straně silnice z Hartmanic na Nové Městečko před odbočkou do Palvinova.
Hřbitov byl velmi poničený Hitlerjugend, v současné době se zde nachází jen několik povalených náhrobků ve špatném stavu. Z ohradní kamenné zdi se dochovaly pouze malé zbytky podél cesty vedoucí kolem hřbitova a prorůstají již vegetací.
V areálu jsou umístěny ostatky židovských obyvatel města, ale i dvanácti židovských žen neznámých jmen i národnosti, jež zahynuly při pochodu smrti z Helmbrechtu do Volar ve dnech 28. a 29. dubna 1945. Oběti zemřely hladem a vysílením ve stodole statku v Hořejším Krušci a byly pak pohřbeny do hromadného hrobu, jenž připomíná dřevěný památník.
Ve městě se také nachází synagoga.